# Tremsbüttels slott

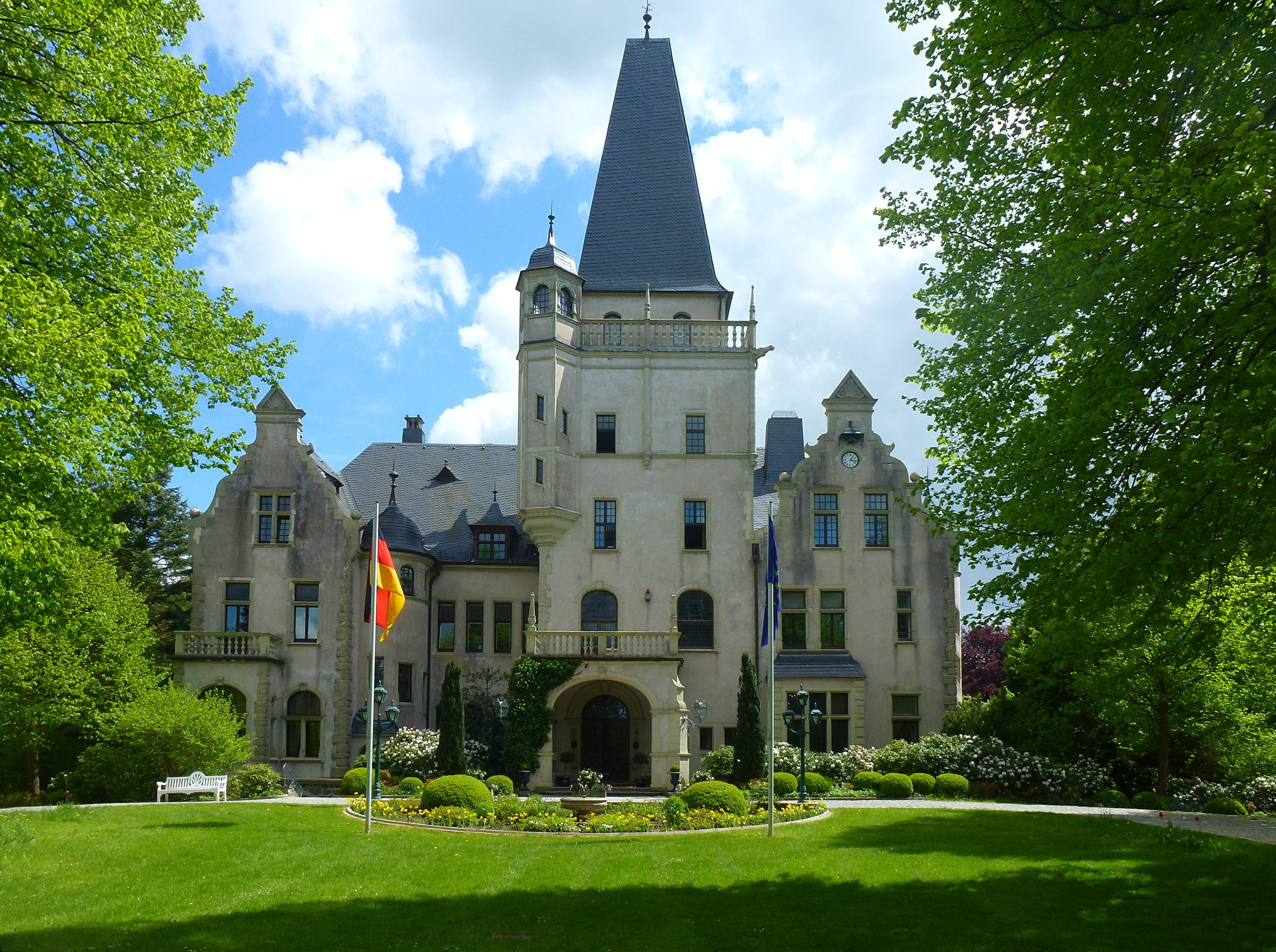
Entréfasaden.

Tremsbüttels slott (tyska Schloss Tremsbüttel) ligger i Kreis Stormarn i Schleswig-Holstein, norra Tyskland. Byggnaden är egentligen en herrgård men betecknas på grund av sin borgliknande arkitektur som slott. Nuvarande huvudbyggnad uppfördes i slutet av 1800-talet och nyttjas idag som hotell. Byggnaden gestaltades i en omfattande blandning av stilar och räknas därför som ett framstående exempel på eklekticistisk arkitektur i Schleswig-Holstein.

## Historik

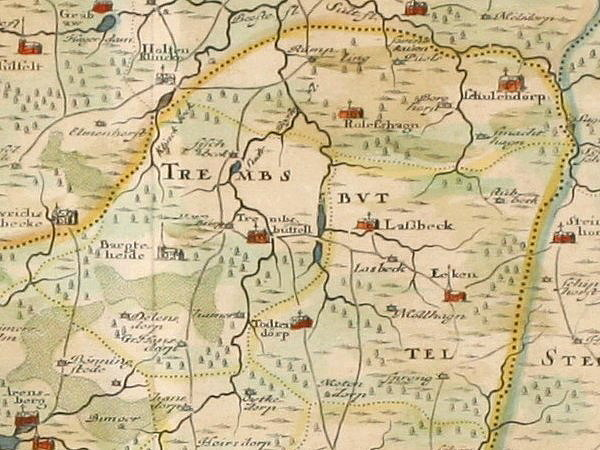
Amt Tremsbüttel (1652).

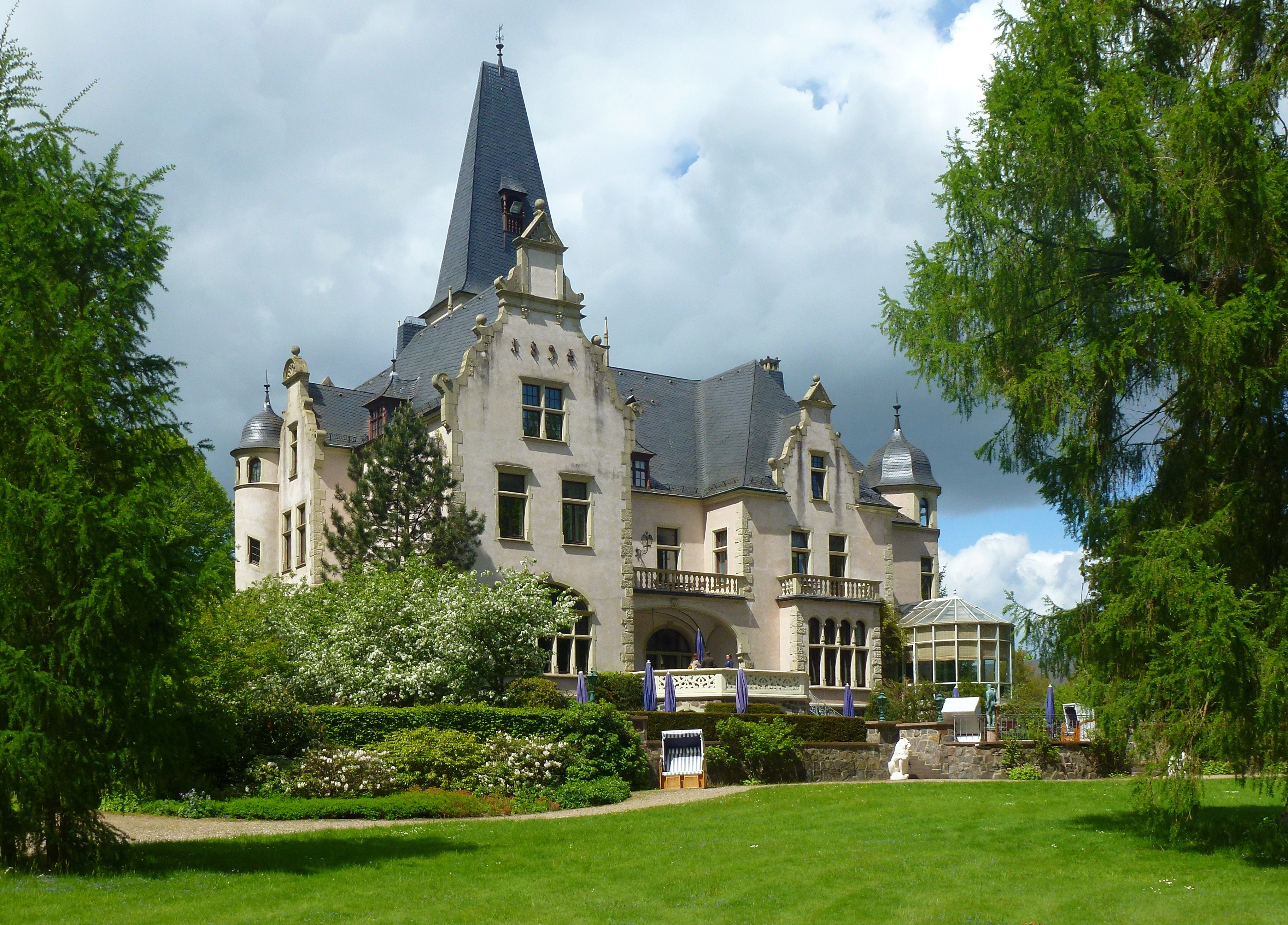
Fasad mot parken.

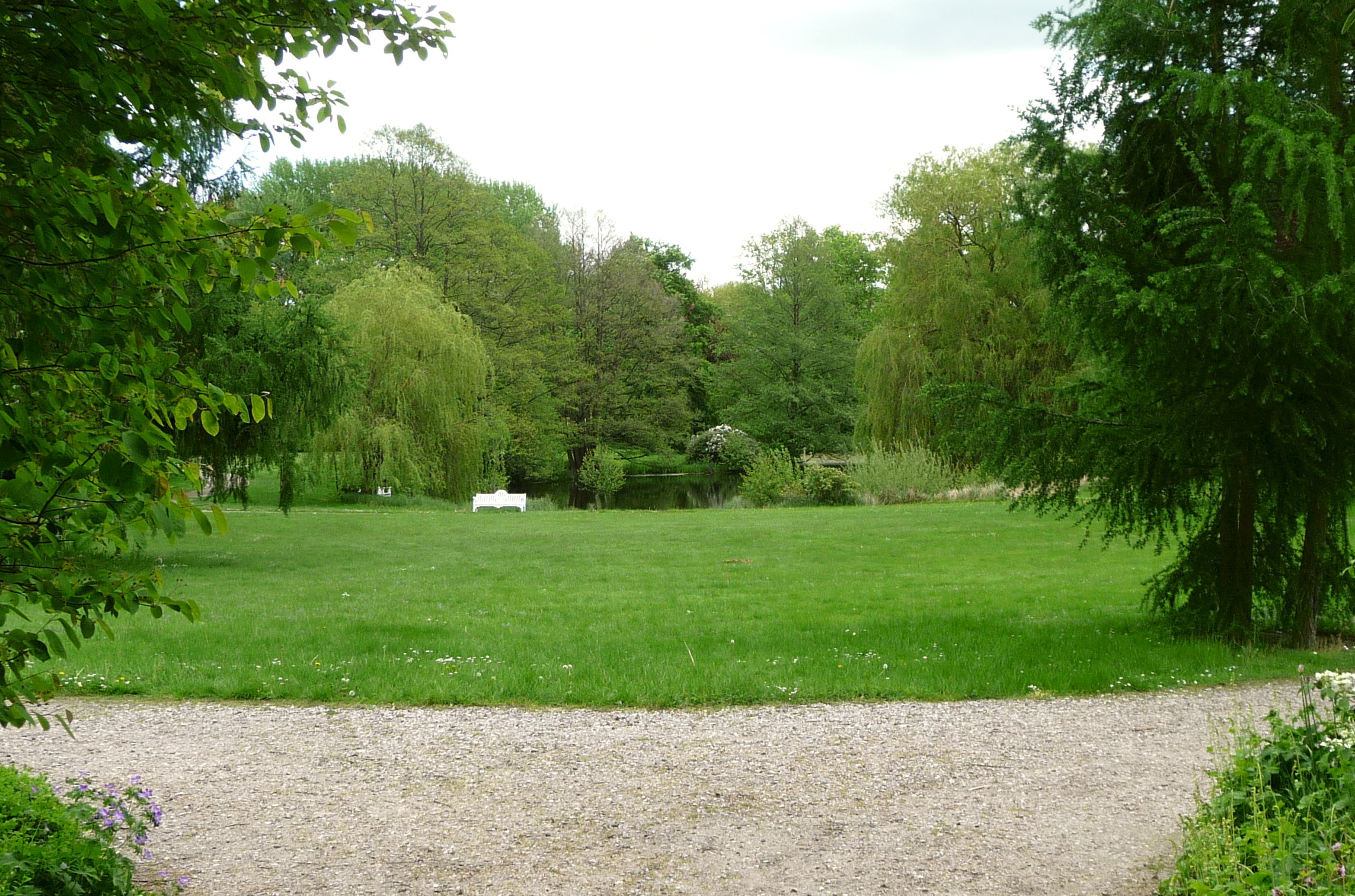
Parken.

På 1200-talet låg här en borg som ägdes av familjen von Wedel. Den äldsta skriftliga dokumentationen härrör från år 1302 och nämner Tremetesbotle. Efter 1500-talet ägdes borgen och godset av många olika familjer, bland dem von Beynsflet och von Heest. I mitten på 1600-talet gick godset till familjen Ahlefeldt och efter dem till familjen von Wedderkop. På en karta från 1652 framgår gränserna för amt Trembsbüttel. 
På 1700-talet blev Tremsbüttel amt igen som förvaltades mellan 1777 och 1800 av Christian zu Stolberg-Stolberg. Under Stolberg uppfördes en ny huvudbyggnad och Tremsbüttel upplevde en kulturell blomstringstid. Till Stolbergs gäster hörde Matthias Claudius, Friedrich Gottlieb Klopstock och Wilhelm von Humboldt. Efter Stolberg följde igen ett stort antal ägare. 
I samband med en omfattande eldsvåda förstördes 1851 flera av godsets byggnader där även huvudbyggnaden från Stolbergs tid blev skadat och lämnades av sin nya ägare, familjen Hasenclever, som övertog egendomen 1883. Mellan 1894 och 1895 lät Hasenclever uppföra nuvarande huvudbyggnad som snart skulle kallas slott. Arkitekt var Hans Grisebach från Berlin. Han gav byggnaden en historiserande arkitektur med inslag av jugend och nyrenässans. Interiören gestaltades i renässans och barock och dekorerades med blomstermotiv i jugend. Installationerna var dock av senaste snitt, exempelvis fanns elektricitet indragen. År 1939 tvingades Hasenclever sälja egendomen på grund av ekonomiska problem och marken styckades upp. En cirka fyra hektar stor park som omger slottet bevarades dock.

## Slottet blir hotell
År 1939 förvärvade familjen Oellenrich den kvarvarande egendomen. Man avvecklade jordbruket och inrättade 1949 ett hotell i huvudbyggnaden. År 1959 blev konsul Siegfried Zimmermann ägare. Han byggde ut hotellrörelsen ytterligare. Till hotellets prominenta gäster hörde bland andra Sophia Loren, The  Beatles, Rolling Stones, Leonard Bernstein och Klaus Kinski. Sedan juni 1996 drivs hotellet av familjen Strathmann från Hamburg som lät genomföra en omfattande renovering. 

## Bilder
Detaljer

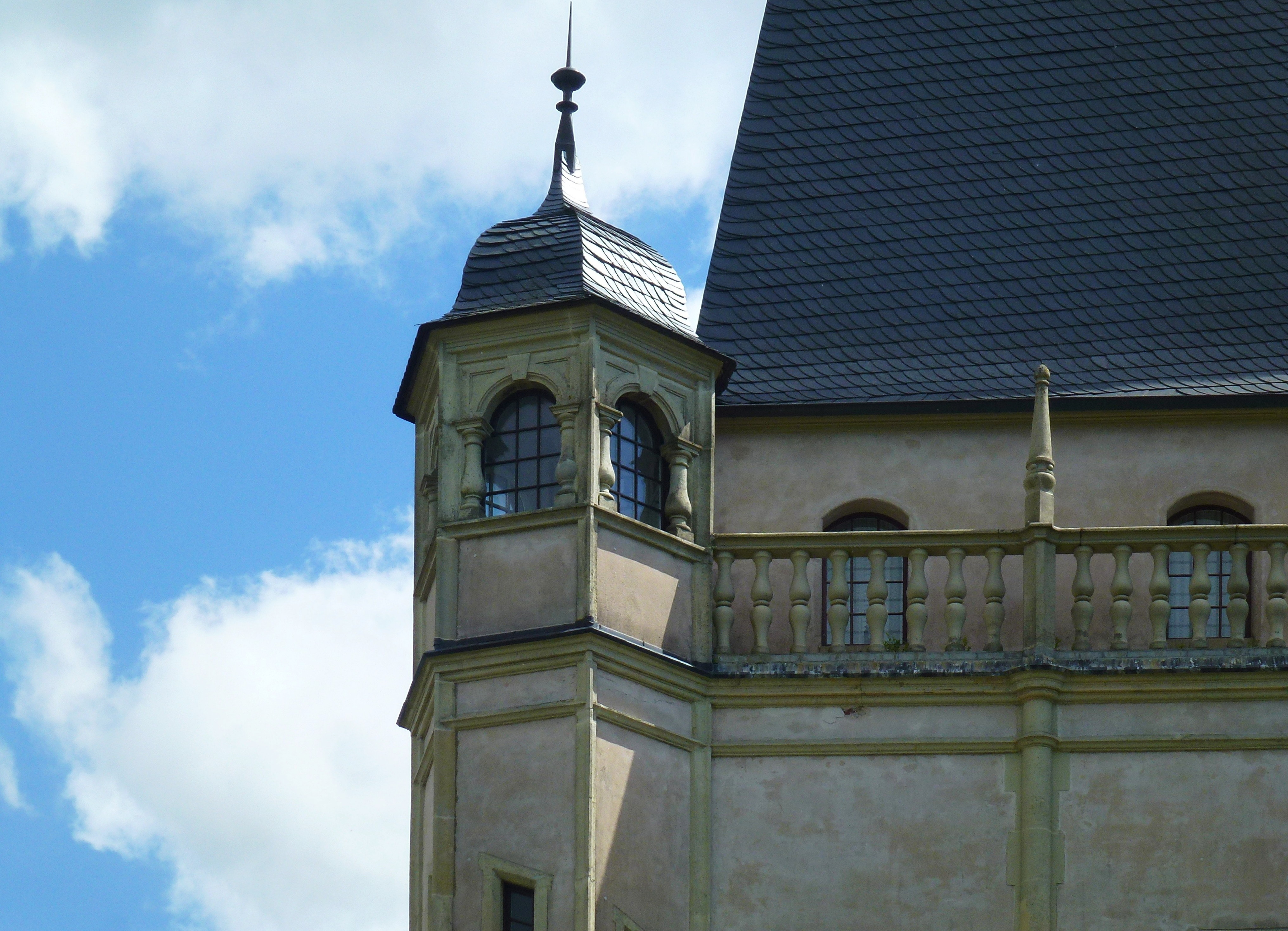
Norra hörntornet
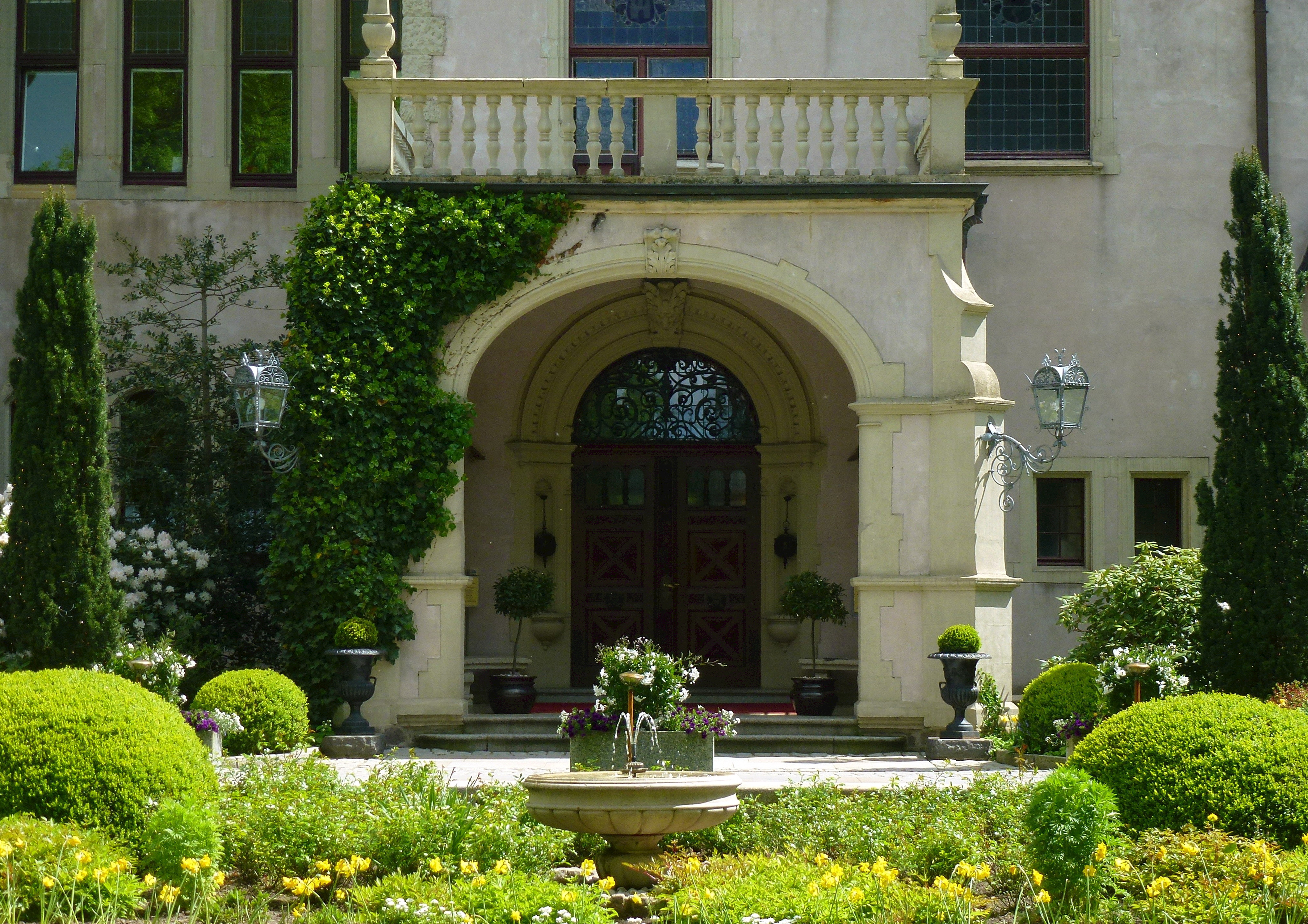
Huvudentrén
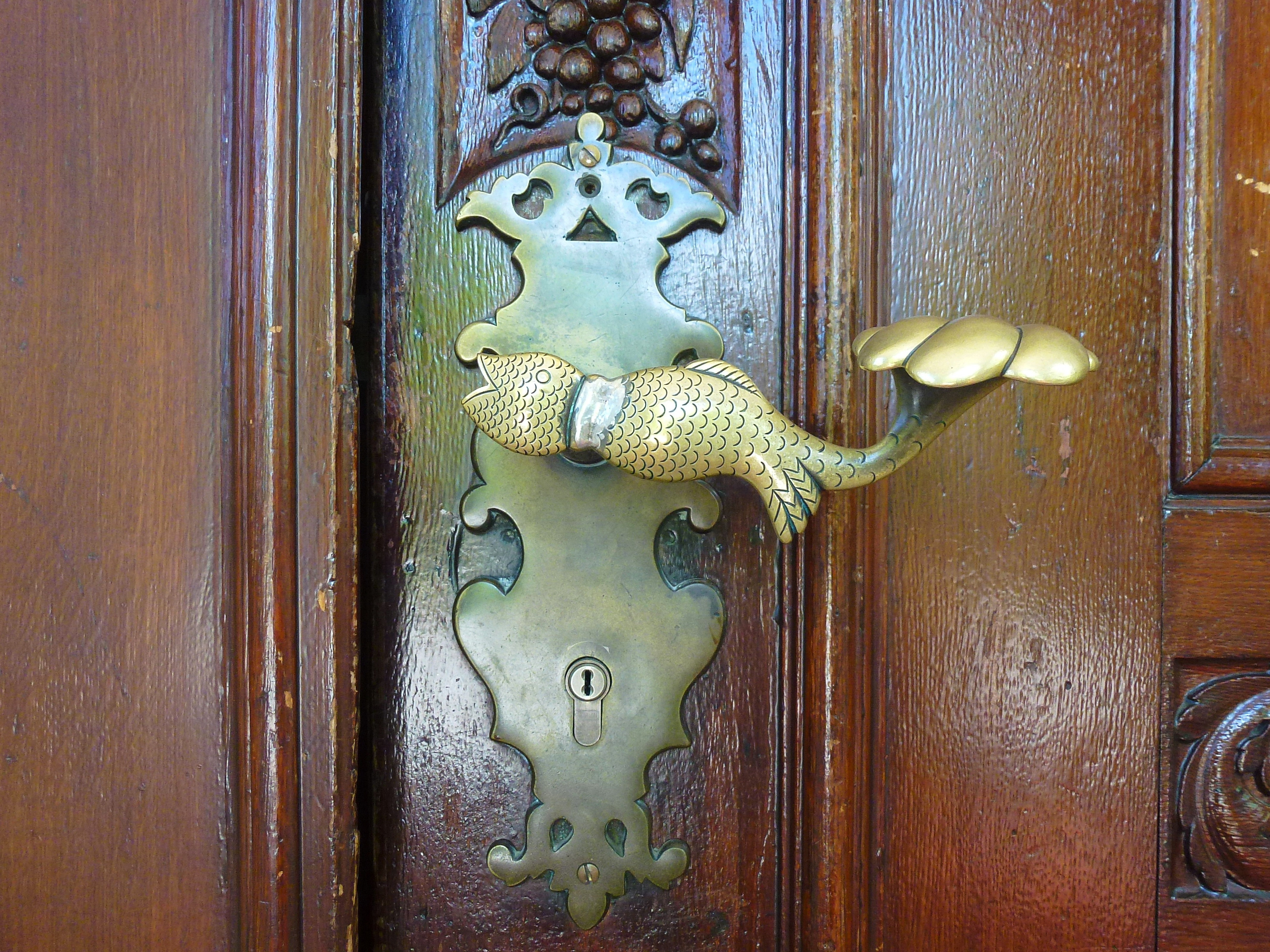
Dörrtrycke
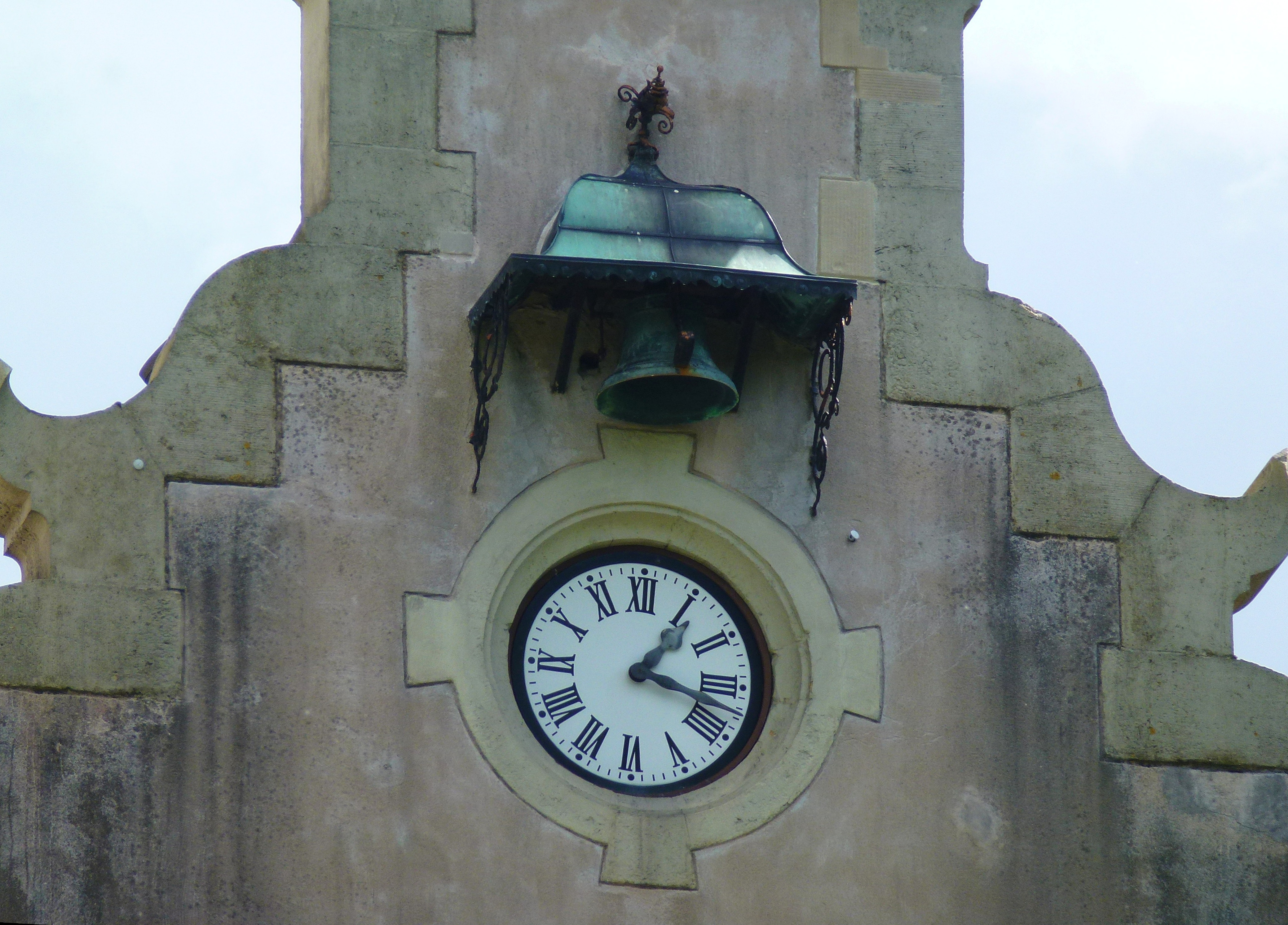
Tornuret och klocka

Interiör

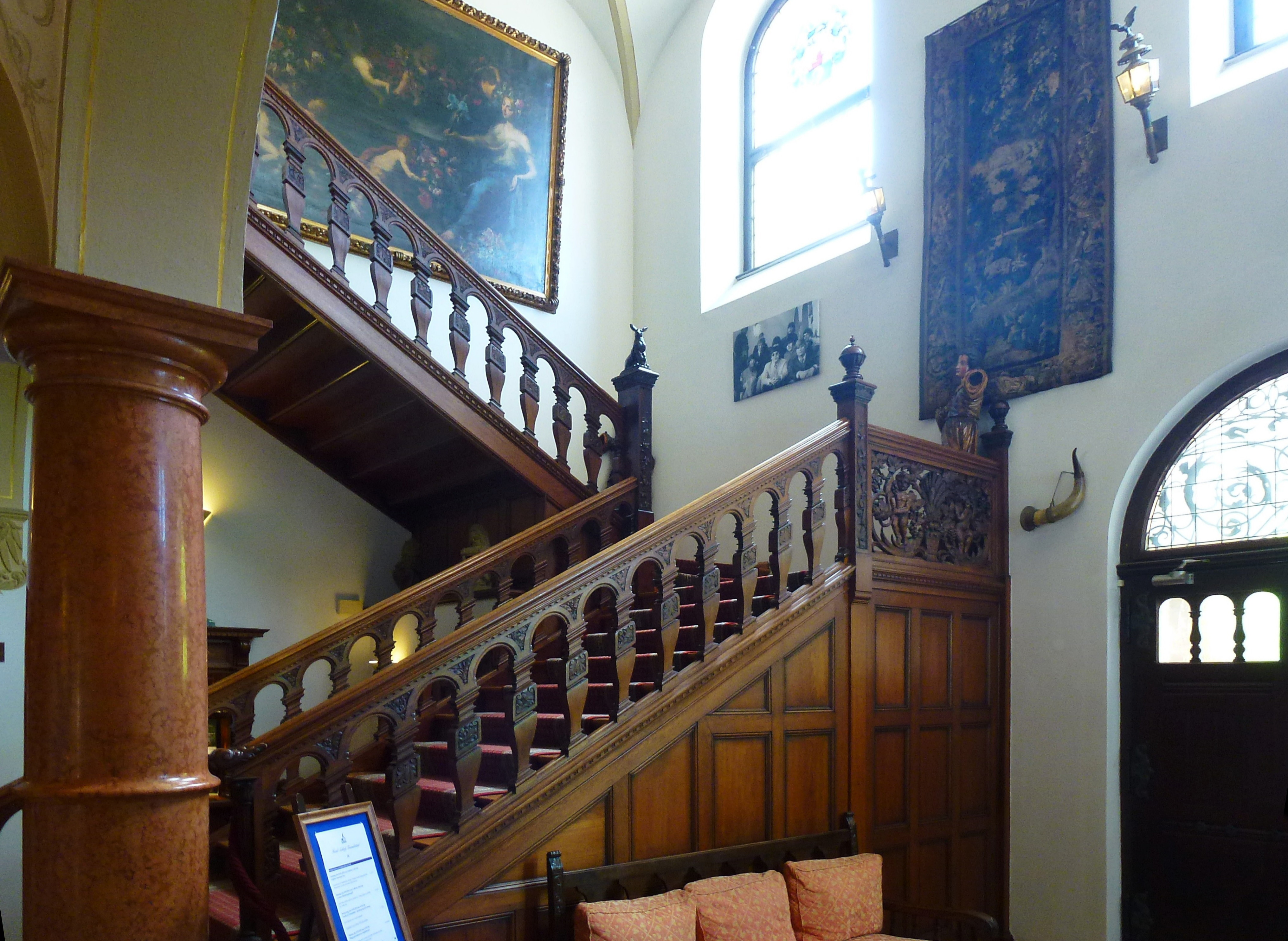
Huvudtrappan
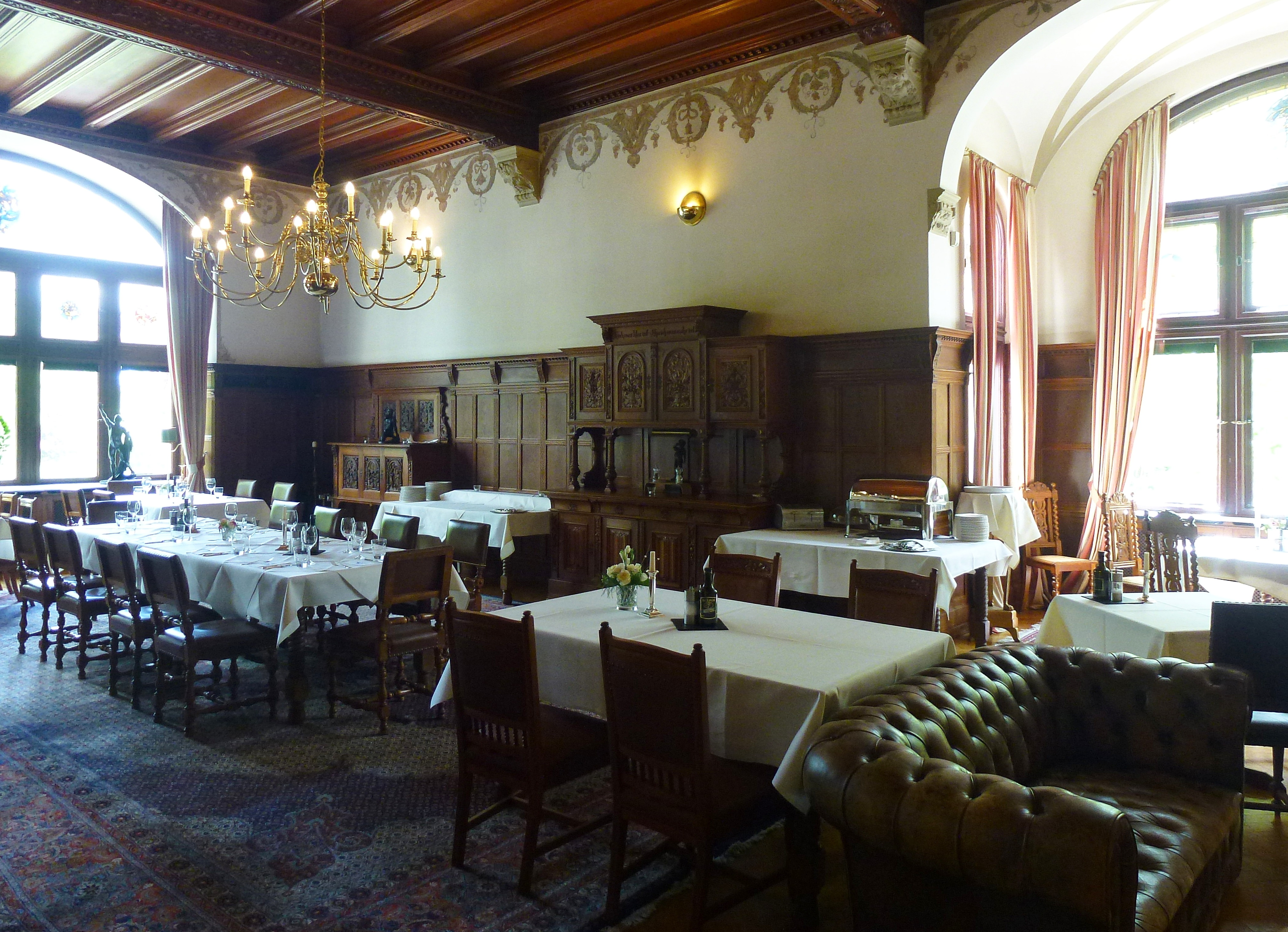
Matsal
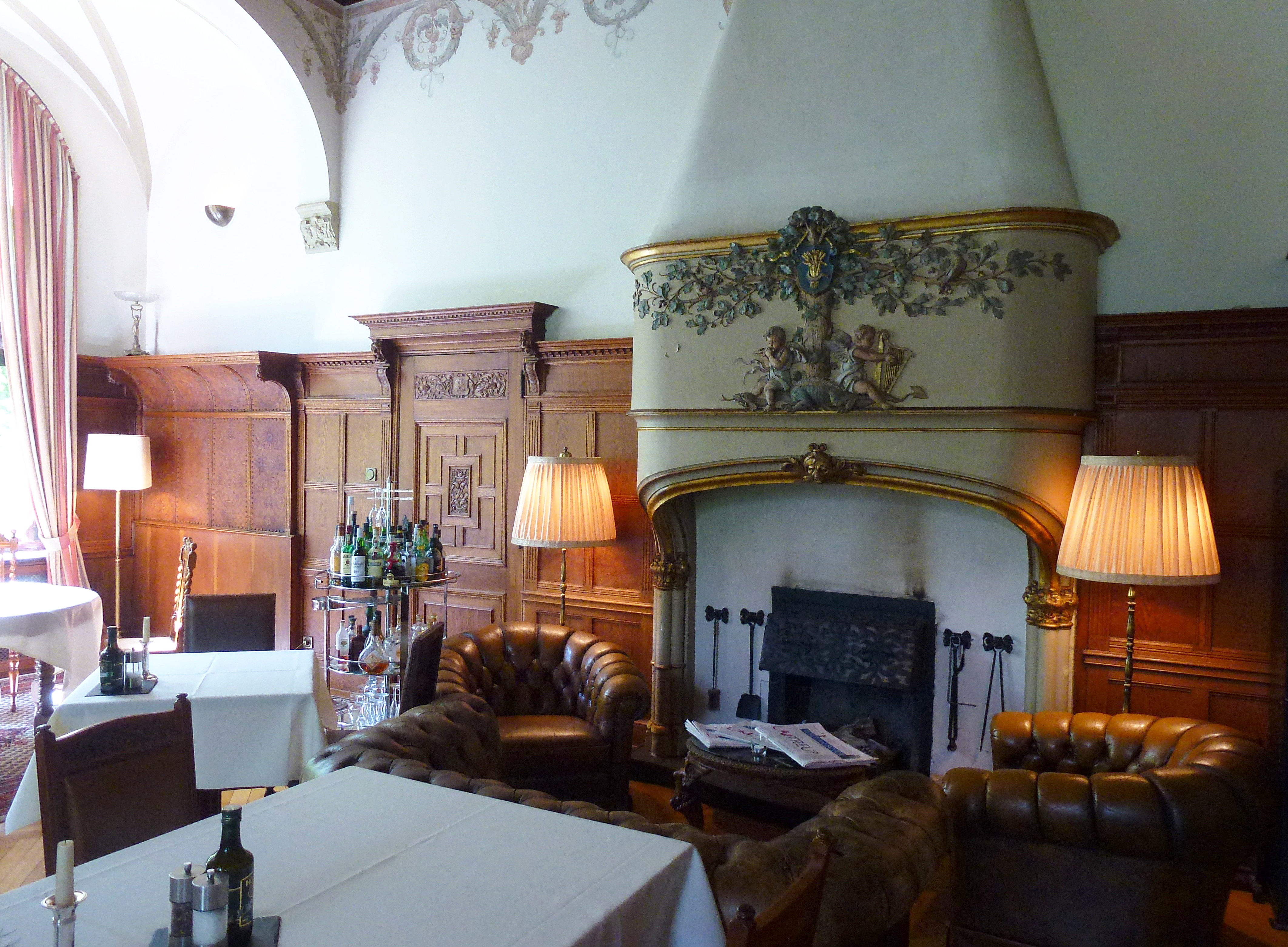
Öppen spis
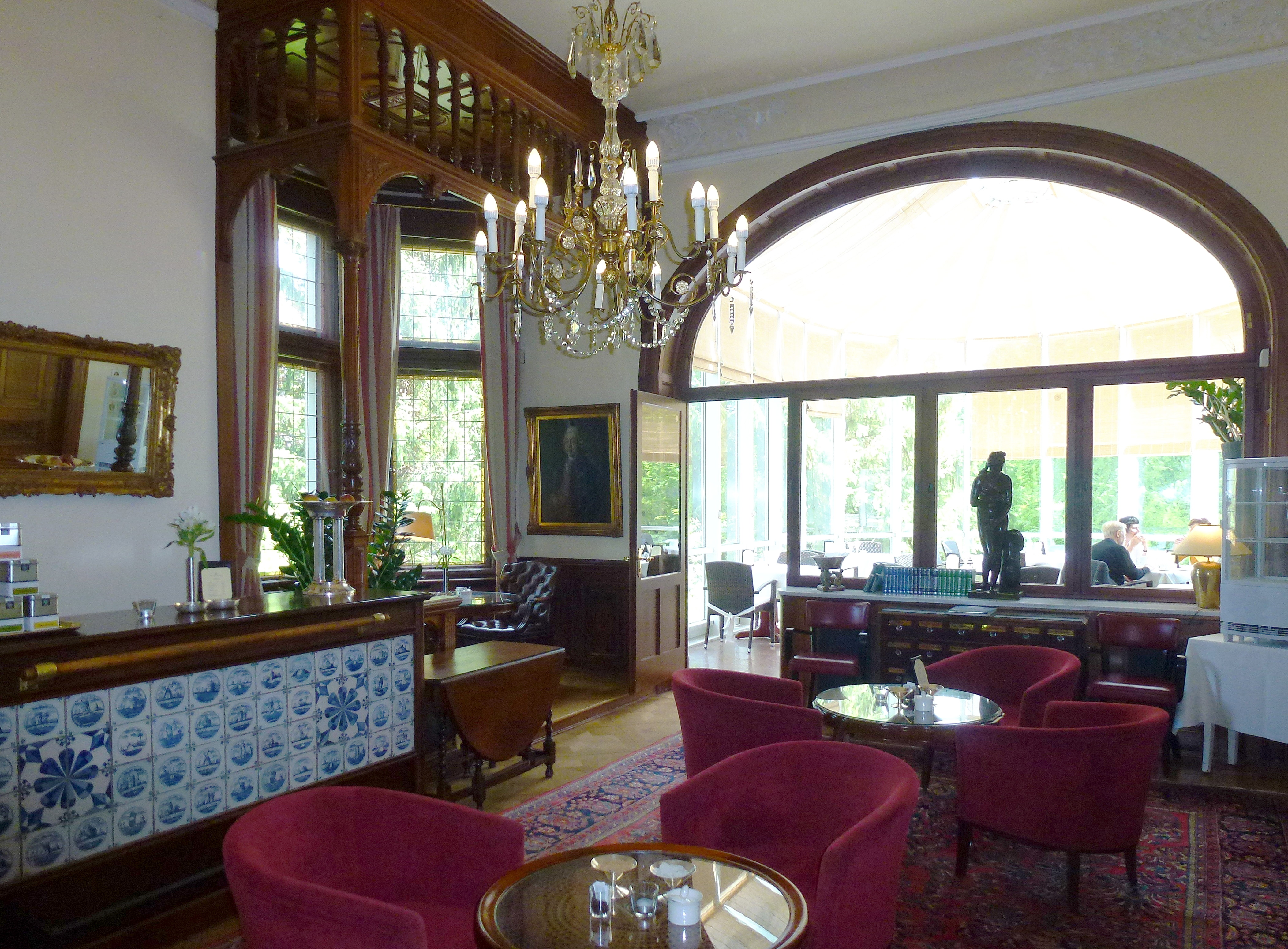
Salon